# Hagendorfita
La hagendorfita és un mineral de la classe dels fosfats, que pertany al grup de l'al·luaudita. Va ser descobert l'any 1954 i rep el seu nom del lloc on es va descobrir, Hagendorf-Süd, Baviera, Alemanya.

## Característiques
La hagendorfita és un fosfat de fórmula química NaCaMn2+Fe₂2+(PO₄)₃. Cristal·litza en el sistema monoclínic, la simetria interna del mineral té tres eixos de mides diferents. A més, els angles entre dos dels eixos mesuren 90° mentre que el tercer angle és menor. La seva duresa a l'escala de Mohs és 3,5.
Segons la classificació de Nickel-Strunz la hagendorfita pertany a «08.AC: Fosfats, etc. sense anions addicionals, sense H₂O, amb cations de mida mitjana i gran» juntament amb 49 minerals més, entre els quals es troben: howardevansita, al·luaudita, bobfergusonita, yazganita, qingheiïta, qingheiïta-(Fe2+), whitlockita i xenofil·lita.

## Formació i jaciments
Es troba en diferents llocs del món. La hagendorfita es troba complexada amb roques granítiques de grans grossos anomenades pegmatites o en els nòduls fosfat de la shale. La hagendorfita va ser descoberta a Baviera, Alemanya, i des d'aleshores ha estat trobada a la Província del Sud de Ruanda, a les muntanyes Sowie de Polònia, i a Nou Hampshire als Estats Units. La hagendorfita té interès pels mineralogistes que estudien les pegmatites que contenen fosfats o la sèrie de la dickinsonita. Sol trobar-se associada amb minerals d'aquesta sèrie i amb altres minerals com la varulita, l'alluarrdita, i la manganal·luaudita.